# Weil du arm bist, mußt du früher sterben
Weil du arm bist, mußt du früher sterben ist ein deutscher Spielfilm aus dem Jahre 1956 von Paul May, der sich kritisch mit der Gesundheits- und Krankenkassenpolitik der Adenauer-Ära auseinandersetzt. In der Hauptrolle spielt Bernhard Wicki.

## Handlung
Bundesrepublik Deutschland Mitte der 1950er Jahre. Der engagierte Kassenarzt Dr. Grüter würde gern so manches Mal mehr für seine Patienten tun, als es ihm möglich ist. Doch die in vielen Bereichen unzulängliche Gesundheitspolitik mit ihrem Krankenkassensystem jener Zeit macht es ihm so manches Mal unmöglich, den notleidenden Patienten all diejenige medizinische Hilfe zukommen zu lassen, die möglich und notwendig wäre. Da die Kassen so manche Linderung versprechende, jedoch verschreibungspflichtige Medikation ablehnen, muss Grüter von Tag zu Tag aufs Neue feststellen, dass es eine Zwei-Klassen-Medizin gibt.
Der Mediziner könnte beispielsweise dem ernsthaft an der Leber erkrankten Arbeiter Heinze helfen, der dringend eine Frischzellenkur benötigt. Doch seine Krankenkasse verweigert die nötigen Mittel mit der Begründung „Es kann nicht Aufgabe der gesetzlichen Krankenversicherung sein, die Kosten therapeutischer Maßnahmen zu übernehmen, die in ihrem Wert und in ihrer Wirksamkeit wissenschaftlich und klinisch noch nicht erprobt und anerkannt sind.“ Und so gilt auch für ihn: Weil du arm bist, mußt du früher sterben.
Der Film stellt anhand Grüters das lobenswerte Engagement der sich aufopfernden Ärzte heraus, die stets ein offenes Ohr für ihre Patienten haben und selbst noch zu Fuß ans Krankenbett der moribunden Patienten eilen, während die reiche Oberschicht des Wirtschaftswunderlandes Bundesrepublik keinerlei Probleme hat und mit ihren Luxuswagen des Nachts von Bar zu Bar kutschiert, um es sich gut gehen zu lassen. Dem Pflichtbewusstsein des Mediziners wird außerdem das Prinzip der Krankenkasse als herzloser, kalter Apparat gegenübergestellt. Deren Verwaltungsgebäude sind hochherrschaftliche Paläste und deren Vertreter kühl rechnende Bürokraten, denen nicht im mindesten das Wohl der Versicherten am Herzen liegt.

## Produktionsnotizen
Der Film wurde von der Produktionsfirma KG Divina GmbH & Co. hergestellt. Die Firma gehörte Ilse Kubaschewski, die zugleich Inhaberin des Erstverleihs Gloria-Film GmbH & Co. Filmverleih KG war.
Die Außenaufnahmen wurden vom 30. Januar bis zum 17. März 1956 in München gedreht.
Eberhard Meichsner hatte die Produktionsleitung. Die Filmbauten entwarfen Gabriel Pellon und Hans Jürgen Kiebach, die Kostümberatung hatte Claudia Herberg. Walter Boos diente Regisseur May als dessen Assistent.
Regisseur May griff bei diesem Film auf eine Reihe von ihm vertraute Darsteller zurück, mit der er unmittelbar zuvor (1954/55) seine erfolgreiche 08/15-Trilogie abgedreht hatte: Hans-Christian Blech, Paul Bösiger, Peter Carsten, Hannes Schiel, Fritz Hintz-Fabricius, Robert Fackler, Edith Schultze-Westrum und Rudolf Rhomberg.
Für die brünette Nachwuchskünstlerin Hannelore Heimanns (30. November 1935 – 3. Dezember 1956) war dies ihr einziger Kinofilm, sie starb noch im selben Jahr in Köln im Alter von nur 21 Jahren.
Die Uraufführung erfolgte am 12. April 1956 in der Essener Lichtburg.
Der Verleih bewarb 1956 den Streifen als der „mutigste und aktuellste Film des Jahres“; dennoch war der Streifen ein kommerzieller Misserfolg. Ursprünglich habe die Gloria, wie es in einem Spiegel-Artikel von 1955 heißt, Veit Harlan diesen Stoff zur Inszenierung angeboten.
Angesichts der kritischen Untertöne bezüglich sozialer und medizinische Zustände in der Bundesrepublik wurde der Film von den DDR-Behörden noch im selben Jahr auch für die Aufführung in der DDR zugelassen. Dort lief er am 28. September 1956 an.

## Kritiken
„Der Film ‚Weil du arm bist, mußt du früher sterben‘ (nach dem STERN-Roman von H. G. Kernmayr), der jetzt in Essen uraufgeführt wurde, packt ein echtes Sozialproblem an: Die Reform der Krankenkassen wird nun auch von der Leinwand gefordert. (…) Was dem Film am meisten geschadet hat, ist offenbar dies: Er ist gegen zu viele Einsprüche und Interessengruppen abgesichert worden, von womöglich falscher, geschäftlicher Risikofurcht gebremst und von einem genialen Funken nicht getroffen worden (Regie Paul May, dem Regisseur der 08/15-Trilogie. Das Drehbuch von Ernst von Salomon beendete Kurt Wilhelm). Es ist eine sonderbare stilistische Mischung von Expressionismus von 1925, Surrealismus und Realismus, die keinen Stil ergibt. Dazu ein musikalisches Leitmotiv, inspiriert vom ‚Dritten Mann‘. – Dieses wichtige Thema, das bittere Berufsdilemma der Ärzte und die berechtigten Ansprüche der Versicherten, hätte einen Regisseur mit der Klaue eines Löwen nötig gehabt, damit den berechtigt Angeschuldigten Angst, den Benachteiligten aber Mut gemacht werde, sich zur Wehr zu setzen. Immerhin hat der Film die jetzigen Mißstände angeleuchtet.“

„Der Paul-May-Film faßt 1956 ein höchst aktuelles heißes Eisen mutig an. Das Mißverhältnis zwischen Krankenkassen, Ärzten und Gesundheit wird erneut zur Diskussion gestellt.“

„1956 inszenierte der Regisseur mit dem sozial engagierten Drama ‚Weil du arm bist, mußt du früher sterben‘ einen seiner besseren Filme.“

„Der Film übt eine zu seiner Entstehungszeit begründete Kritik an Mängeln der gesetzlichen Krankenversicherung. (…) Der Film vergibt sein Thema aber durch dick aufgetragene Polemik, Demagogie und psychologische Ungereimtheiten.“